# 长治高新技术产业开发区
长治高新技术产业开发区位于山西省长治市，是1992年11月经山西省人民政府批准建立的高新技术产业开发区。规划面积7.53平方公里，常驻人口10万人。

## 沿革
- 1992年11月：经山西省人民政府批准，建立山西省级长治高新技术产业开发区。
- 2015年2月：经国务院批准，山西省级长治高新技术产业开发区升级为国家高新技术产业开发区[2]。